# Obrněná loď

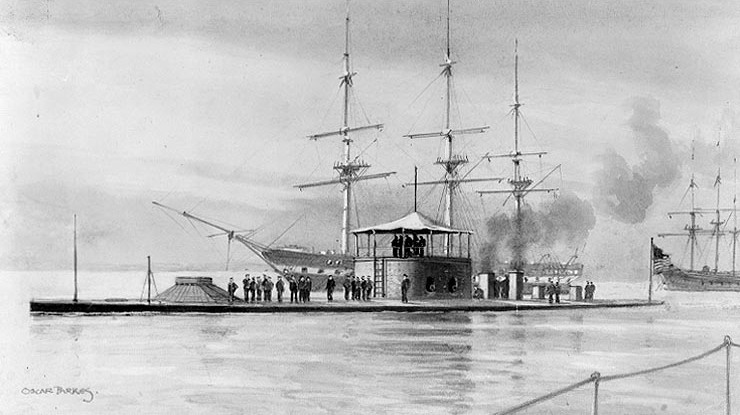
Severský USS Monitor, jeho konstrukce s otočnou dělovou věží dala vzniknout celé třídě plavidel Monitor.

Obrněná loď, či obrněnec, (angl. ironclad warship) je typ pancéřované, parou poháněné válečné lodi z 19. století. Jedním z prvních použití lodí tohoto typu bylo během Americké občanské války (1861–1865). Na svou dobu byla tato plavidla s kovovým pancéřováním naprostou novinkou (většina lodí byla stále ještě ze dřeva). Své vlastní obrněnce vlastnila jak Konfederace (CSS Virginia), tak Unie (USS Monitor). Pohon těmto lodím zajišťovaly buďto klasické plachty, nebo stále více rozšířené parní stroje, díky čemuž lodě přestaly být závislé na povětrnostních podmínkách. 
Na sklonku 19. století došlo k ústupu od mnohdy spíše experimentálních obrněných lodí a jejich nahrazení mnohem sofistikovanějšími konstrukcemi bitevních lodí, zpětně označovanými jako pre-dreadnoughty. Sporadické nasazení obrněných lodí zejména v říčních oblastech však přetrvalo i do 20. století.

## Severská filozofie - Monitor

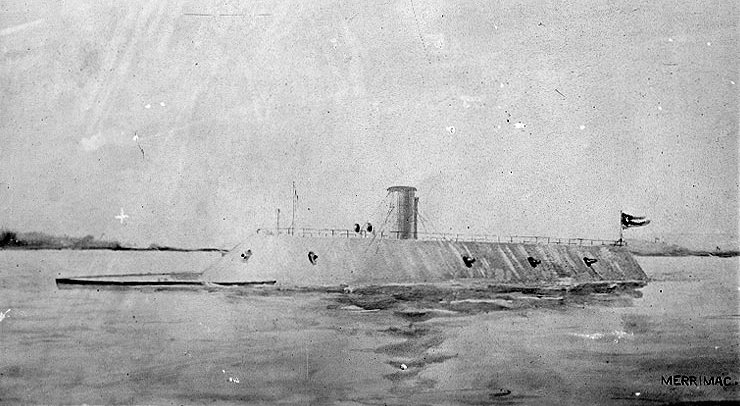
CSS Virginia byla odpovědí Jihu na USS Monitor

Roku 1862 byla na vodu spuštěna válečná loď Monitor. Severské obrněnce byly těžce pancéřované a měly nízký ponor, což poněkud limitovalo jejich nasazení na otevřeném moři. Naproti tomu nízký profil činil z lodi malý cíl pro nepřátelská děla. Monitory využívaly zprvu parní pohon a v důsledku své hmotnosti byly málo pohyblivé. Místo velkého množství neotočných děl měly Monitory jako jedna z prvních plavidel jen několik děl (USS Monitor jen 2 děla), namontovaných na otočné dělové věže. To umožňovalo zaměřit cíl bez otáčení poněkud těžkopádné lodě Ačkoliv jejich operování na otevřeném moři bylo značně omezené, velice úspěšné byly během pobřežních a říčních misích. Monitory zasáhly i do bojů první světové války, sovětská armáda vlastnila flotilu říčních monitorů i během druhé světové války. Naposled byly Monitory nasazeny během války ve Vietnamu.

## Jižanská filozofie - Virginia
Když se státy Konfederace dozvěděly o plánech Severu postavit obrněné lodě, spěchaly s vývojem vlastních typů. Bylo rozhodnuto přestavět dříve potopenou fregatu unie USS Merrimack. Loď byla pokryta těžkým pancéřováním o síle 102 mm. Výzbroj tvořilo hned deset neotáčivých děl ráže 178 mm: Po jednom vepředu i vzadu a po čtyřech na každé straně. Výzbroj tvořil ještě kloun určený k likvidaci nepřátelských plavidel taranem, Výsledné plavidlo bylo ještě pomalejší než Monitor. Virginia byla nasazena v bitvě u Hampton Roads. Přestože potopila několik unijních lodí, cíl operace, prolomit námořní blokádu se nezdařil. Virginia se zde utkala i s Monitorem, ale pancéřování obou plavidel bylo tak mohutné, že tehdejší děla jej nebyla schopna účinně prostřelit. Samotný střet tedy dopadl nerozhodně.